# Blair, Wisconsin
Blair är en ort i Trempealeau County i delstaten Wisconsin i USA. Orten har fått sitt namn efter järnvägsmagnaten John Insley Blair. Enligt 2020 års folkräkning hade Blair 1 325 invånare.